# Турбаевское восстание
Турбаевское восстание (укр. Турбаївське повстання) — одно из крупнейших антикрепостнических крестьянских выступлений в Левобережной Украине во второй половине XVIII века. Длилось с 1789 по 1793 годы, центром восстания было село Турбаи Градижского уезда Екатеринославского наместничества Российской империи (ныне — Глобинский район Полтавской области Украины). Непосредственной причиной восстания стала попытка крестьян добиться освобождения от крепостной зависимости.

## Предпосылки
После восстания Богдана Хмельницкого село Турбаи, населённое казаками и посполитыми, считалось свободным войсковым селом и принадлежало Миргородскому полку. Но в 1711 году миргородский полковник Д. П. Апостол, выписав турбаевцев из казацкого компута, «велел по ревизиях писать их своими подданными». С 1776 года Турбаи принадлежали помещикам Базилевским, которые активно эксплуатировали турбаевцев, взимая с них непосильные повинности. Турбаевцы не хотели мириться с положением крепостных крестьян и активно добивались подтверждения своей принадлежности к казацкому сословию, обращаясь в местные и центральные административные учреждения. Борясь против закрепощения, они подали иск в Сенат Российской империи.

## Судебное дело
В июне 1788 года Сенат принял решение о признании казацких прав и привилегий лишь за 76 турбаевскими семьями, которые ещё в 1738 году были переведены в казаки миргородским полковником В. П. Капнистом — при том, что всего в селе проживало около 2 тысяч человек. Постановление сената, которое было объявлено турбаевцам 5 (16 января) 1789 года, вызвало недовольство у части крестьян, чьи казацкие права не были признаны. Крестьяне, решив добиться свободы собственными силами, наотрез отказались работать на барщине, перестали повиноваться Базилевским и создали самоуправление по казацкому образцу во главе с Назаром Олифером (атаман), Григорием Яструбенком (судья) и Трофимом Довженко (писарь). Важнейшие вопросы решались на общем сходе жителей села.
Для урегулирования «дела о казачестве» и усмирения крестьянского волнения, в мае 1789 года в село прибыли представители Голтвянского нижнего земского суда вместе с военной командой. Однако суд под влиянием помещиков Базилевских признал казаками лишь 29 турбаевцев, к тому же выяснилось, что судьи не имели и списка лиц, признанных сенатом принадлежащими к казацкому сословию.

## Ход восстания
8 (19 июня) крестьяне, возмущённые подобным решением суда, по инициативе крестьян Г. Ракши, Степана и Леонтия Рогачков, Мусия и Мануила Пархоменко, Г. Величко, А. Бондаря, Семёна Помазана и ряда других начали вооружённое восстание. Вооружившись косами, копьями, кочергами, они обезоружили военную команду, избили и арестовали членов суда, добились от них написания документа о «добровольном переводе в казаки» турбаевских крестьян, напали на господский дом, выбили в нём окна и выломали дверь, стали разбирать имущество, а самих помещиков — Ивана, Степана и Марию Базилевских — забили до смерти.
Введя самоуправление — «Общественную сборную», крестьяне на протяжении четырёх лет самостоятельно решали все общественные дела. По примеру турбаевцев выступили крестьяне окрестных сёл Очеретоватое, Великие Крынки, Остапье.
Сложное международное положение России (войны с Османской империей и Швецией, революционные события во Франции) долгое время не позволяло правительству Екатерины II подавить крестьянское выступление. Однако после завершения указанных войн власти всё же прибегли к карательным действиям.

### Подавление
В июне 1793 года в село был введен батальон пехоты Бугского егерского полка и 200 казаков, на вооружении которых было даже две пушки. Правительственные войска провели массовые аресты крестьян. Суд над повстанцами длился с 11 (22 июля) 1793 года до 31 января (11 февраля) 1794 года. Самых активных участников избили плетьми, вырвали ноздри, сделали на щеках и лбу клеймо «вор» и отправили на пожизненные каторжные работы в Тобольск, других — наказали плетьми. 15 крестьян после издевательств умерли.
Часть турбаевцев выселены в степи Херсонской и Таврической губерний. Власти изменили даже название села Турбаи, переименовав его в Скорбное (к бывшему названию вернулись лишь в 1919 году).

## Восстание в культуре
Выступление турбаевских крестьян нашел широкое отражение в песенном народном творчестве, художественной литературе и легендах. Вот одна из народных песен, сложенных о восстании:

От Турбаев до Вергунов выкопаны шанцы — 
Как побили Базилевцев в пятницу утром.
Ой на горе огонь горит, а в долине дымно, —
Как побили Базилевцев — всем господам дивно.
Оригинальный текст (укр.)Од Турбаїв до Вергунів покопані шанці — 
Як побили Базилевців у п'ятницю вранці.
Ой на горі вогонь горить, а в долині димно, —
Як побили Базилевців — усім панам дивно.